# Дуглас, Арчибальд, 2-й граф Форфар
Арчибальд Дуглас, 2-й граф Форфар, 3-й граф Ормонд (англ. Archibald Douglas, 2st Earl of Forfar, 3nd Earl of Ormonde; 25 мая 1692 — 8 декабря 1715) — шотландский пэр. С 1692 по 1712 год носил титул учтивости — лорд Ванделл.

## Биография
Родился 25 мая 1692 года. Единственный сын Арчибальда Дугласа, 1-го графа Форфара (1653—1712), и Робины Локхарт (1662—1741), дочери сэра Уильяма Локхарта из Ли и Робины Сьюстер.
11 декабря 1712 года после смерти своего отца 20-летний Арчибальд Дуглас унаследовал титулы 2-го графа Форфара (Пэрство Шотландии) и 3-го графа Ормонда (Пэрство Шотландии).
Полковник 3-го пехотного полка («Баффы») в 1713—1715 годах. В 1714 году — посланник Великобритании при дворе прусского короля в Берлине.
В 1715 году во время Якобитского восстания в Шотландии Арчибальд Дуглас в чине бригадира командовал 3-м пехотным полком в битве при Шерифмюре (3 декабря 1715 года), где был смертельно ранен. Он был доставлен в Стерлинг (Стерлингшир), где скончался 8 декабря 1715 года в возрасте 23 лет. Позже он был похоронен в церкви Ботвелл в семейном поместье в Ботуэлле.
Лорд Форфар скончался неженатым, не оставив ни детей, ни наследников. После его смерти титулы графа Ормонда и графа Форфара прервались, а его поместья унаследовал Арчибальд Дуглас, 1-й герцог Дуглас.